# コンダクタンス
コンダクタンス (英語: conductance) とは、回路における電流の流れやすさのこと。すなわち、直流回路では電気抵抗の逆数、交流回路ではインピーダンスの逆数の実数部。電気伝導力とも言う。量記号は {\displaystyle G} がよく使われる。
国際単位系(SI)におけるSI組立単位はジーメンス（記号 S ）である。かつてはモー（記号 ℧ ）とも呼ばれることがあったが、現在は使われていない。日本の計量法における「物象の状態の量」としての名称は「電気のコンダクタンス」である（法定計量単位#物象の状態の量、番号45））。

## 概要
導線のコンダクタンスは、太いほど大きくなり、長いほど小さくなる。
{\displaystyle G={\frac {\sigma \,A}{\ell }}}
ここで、{\displaystyle \ell } はその物体の長さ（単位はメートル）、A は断面積（単位は平方メートル）、σ は材質によって決まる電気伝導率（単位はジーメンス毎メートル）である。
材質の違いもコンダクタンスの大きさに影響を与える。一般に、金属は温度が高くなるほどに電気伝導率が低くなり、半導体は温度が高くなるほどに電気伝導率が高くなり、電解質はイオン濃度が大きく、イオン移動度が大きくなるほど高くなる（電気伝導を参照）。
直流の場合、コンダクタンスは電気抵抗の逆数となる。
{\displaystyle G={\frac {1}{R}}}
ここで、R は電気抵抗を表す。
物体のコンダクタンス G は、それに流れる電流 I とそこに印加される電圧 V の比で表される。
{\displaystyle G={I \over V}}
交流の場合アドミタンスも参照。

## 電気伝導率
比例定数σ、その場所の電界をE、電流密度を j とすると、
{\displaystyle {\boldsymbol {\mathit {j}}}=\sigma {\boldsymbol {\mathit {E}}}}
となる。σは物質定数でこれを電気伝導率という。

## 相互コンダクタンス
真空管および電界効果トランジスタを用いた増幅回路では、電圧増幅率は負荷抵抗の値に比例する性質がある。このときの比例定数を相互コンダクタンスといい、gm の記号で表す。相互コンダクタンスが大きい増幅素子ほど高い増幅率を得やすい。相互コンダクタンスは増幅素子の電流制御能力を示す値とも言える。

## 合成コンダクタンス

### 直列回路
直列回路の合成コンダクタンスは、個々の抵抗器のコンダクタンスの逆数の総和の逆数である。これは、直列回路の合成キャパシタンスの式と同じ形である。
{\displaystyle {\frac {1}{G_{\mathrm {total} }}}={\frac {1}{G_{1}}}+{\frac {1}{G_{2}}}+\cdots +{\frac {1}{G_{n}}}}
コンダクタンスは電気抵抗の逆数なので、
{\displaystyle {R_{\mathrm {total} }}={R_{1}}+{R_{2}}+\cdots +{R_{n}}}

### 並列回路
並列回路の合成コンダクタンスは、個々の抵抗器のコンダクタンスの総和である。これは、並列回路の合成キャパシタンスの式と同じ形である。
{\displaystyle {G_{\mathrm {total} }}={G_{1}}+{G_{2}}+\cdots +{G_{n}}}
コンダクタンスは電気抵抗の逆数なので、
{\displaystyle {\frac {1}{R_{\mathrm {total} }}}={\frac {1}{R_{1}}}+{\frac {1}{R_{2}}}+\cdots +{\frac {1}{R_{n}}}}